# West-Attica
West-Attica is een periferie-district (perifereiaki enotita) in de Griekse regio Attica. De hoofdstad is Elefsína en het periferie-district had 151.612 inwoners (2001).
Het departement omvat het westelijke deel van het stedelijk gebied rondom Athene.

## Plaatsen[2]
| Plaats      | Hoofdplaats (vroeger) | Postcode | GEMEENTE        | Hoofdplaats van de gemeente |
| ----------- | --------------------- | -------- | --------------- | --------------------------- |
| Ano Liosia  |                       | 133 4x   | Fyli            | Ano Liosia                  |
| Aspropyrgos |                       | 193 00   | Aspropyrgos     | Aspropyrgos                 |
| Elefsína    |                       | 192 00   | Elefsina        | Elefsina                    |
| Erythres    |                       | 190 08   | Mandra-Eidyllia | Mandra                      |
| Fyli        |                       | 133 xx   | Fyli            | Ano Liosia                  |
| Magoula     |                       | 190 18   | Elefsina        | Elefsina                    |
| Mandra      |                       | 196 00   | Mandra-Eidyllia | Mandra                      |
| Megara      |                       | 191 00   | Megara          | Megara                      |
| Nea Peramos |                       | 190 06   | Megara          | Megara                      |
| Oinoi       |                       | 190 12   | Mandra-Eidyllia | Mandra                      |
| Vilia       |                       | 190 06   | Mandra-Eidyllia | Mandra                      |
| Zefyri      |                       | 134 51   | Fyli            | Ano Liosia                  |